# 徳島県道129号徳島津田インター線
徳島県道129号徳島津田インター線（とくしまけんどう129ごう とくしまつだインターせん）は、徳島県徳島市を通る一般県道である。

## 概要
徳島市津田本町4丁目から徳島市津田海岸町に至る。
徳島南部自動車道徳島津田ICのアクセスを担う県道である。

### 路線データ
- 起点：徳島市津田本町4丁目（津田本町四丁目交差点、徳島県道120号徳島小松島線交点）
- 終点：徳島市津田海岸町（徳島南部自動車道 徳島津田IC）
- 総延長：1.455 km[1]

## 歴史
- 2015年（平成27年）4月1日 - 徳島県告示第248号により、津田インター線として認定[2]。
- 2021年（令和3年）
  - 3月12日 - 徳島県告示第164号により、現路線名に変更[3]。
  - 3月19日 - 供用開始[1]。

## 地理

### 通過する自治体
- 徳島県
  - 徳島市

### 交差する道路
| 交差する道路              | 交差する場所  | 交差する場所                |
| ------------------------- | ------------- | --------------------------- |
| 徳島県道120号徳島小松島線 | 津田本町4丁目 | 津田本町四丁目交差点 / 起点 |
| E55 徳島南部自動車道      | 津田海岸町    | 2 徳島津田IC / 終点         |

### 沿線
- 徳島市津田中学校（起点付近）